# Formigal
Formigal és una localitat espanyola pertanyent al municipi de Sallent de Gállego, a l'Alt Gàllego, província d'Osca, Aragó. És a 1.550 metres d'altitud. Està formada per la urbanització annexa a l'estació d'esquí Aramón Formigal, a escassos quilòmetres de la frontera amb França, a on s'accedeix a través del port del Portalet. Formigal consta d'una zona de xalets a la part superior, model en el seu gènere, una zona hotelera, d'apartaments i habitatges col·lectius que es complementen amb bars, restaurants i botigues de tot.